# Thomas Mayhew
Thomas Mayhew, Sr. (31 de Março de 1593 – 25 de Março de 1682) foi um governador estadunidense. Foi ele quem iniciou a colonização inglesa de Martha's Vineyard, em 1642.
Thomas autoproclamou-se governador de Vineyard, em 1642 e enviou o seu filho, Thomas Jr., com cerca de 40 famílias inglesas, para que se estabelecessem lá. Mais tarde, cerca de 4 anos, ele mesmo juntou-se-lhes. Lá, Thomas teve um papel relevante na difusão religiosa entre os nativos.